# Masayasu Maeda
Masayasu Maeda (前田昌保?, Maeda Masayasu; 10 marzo 1914 – ...) è stato un cestista e allenatore di pallacanestro giapponese.

## Carriera
Con il Giappone ha partecipato alle Olimpiadi del 1936.
Da allenatore ha guidato il Giappone alle Olimpiadi del 1960.